# Simiolus
 Simiolus  ist eine ausgestorbene Gattung der Primaten, die während des Miozäns in Ostafrika vorkam. In Kenia entdeckte Fossilien, die zu dieser Gattung gestellt werden, wurden teils in die Zeit vor rund 18 bis 16 Millionen Jahren, teils in die Zeit vor 12,5 Millionen Jahren datiert. Die Gattung wurde im Jahr 1987 erstmals wissenschaftlich beschrieben. Typusart ist  Simiolus enjiessi .

## Namensgebung
Die Bezeichnung der Gattung ist abgeleitet von lateinisch simia („Affe“), was in Verbindung mit der gleichfalls lateinischen Endung -olus „Äffchen“ bedeutet. Das Epitheton der Typusart, enjiessi, ist ein homophones Wortspiel, das den primären Geldgeber der Ausgrabungen in Kenia ehrt, die National Geographic Society; deren Abkürzung – NGS – wird in englischer Sprache en-ji-es ausgesprochen.

## Erstbeschreibung
Holotypus der Gattung und zugleich der Typusart Simiolus enjiessi sind mehrere am Westufer des Turkanasees in Nord-Kenia entdeckte Zähne (Archiv-Nummer KNM-WK 16960), deren Alter mit 18 bis 16 Millionen Jahren angegeben wird. Diese Zähne und zahlreiche andere Fossilien – u. a. gleich datierte Überreste von Afropithecus und Turkanapithecus – wurden als Oberflächenfunde im Gebiet der Fundstätte Kalodirr aufgelesen, die eine Ausdehnung von rund fünf Quadratkilometern hat. Als Holotypus benannt wurden das Fragment eines linken Unterkiefers mit erhaltenem 1. Schneidezahn sowie allen benachbarten Zähnen bis einschließlich Molar 3; das Fragment eines linken Oberkiefers mit erhaltenem Eckzahn und den benachbarten drei Prämolaren; ferner – jeweils aus Oberkiefern – ein einzeln gefundener rechter Eckzahn, ein linker 4. Prämolar, drei zusammengehörige rechte Molaren 1–3 sowie drei zusammengehörige linke Molaren 1–3. Die Zähne stammen der Erstbeschreibung zufolge von einem weiblichen Tier.
Als Paratypen wurden ferner u. a. der teilweise noch bezahnte Unterkiefer eines Jungtiers und mehrere einzeln aufgefundene Zähne ausgewiesen sowie Überreste eines Sprungbeins, eines Oberarmknochens, eines Oberschenkelknochens und mehrerer Rippen.
Im Unterschied zu Afropithecus und Turkanapithecus handelt es sich bei Simiolus um eine sehr kleinwüchsige Art, die in der Erstbeschreibung anhand der Anordnung der Zahnhöcker insbesondere gegen Micropithecus, Dendropithecus und Limnopithecus abgegrenzt wurde.

## Weitere Funde
Im Jahr 2018 wurden in den Tugen Hills von Kenia, am Rande des Großen Afrikanischen Grabenbruchs, deutlich jüngere Fossilien beschrieben, die jedoch ebenfalls zur Gattung Simiolus gestellt wurden. Diese Funde sind 12,5 Millionen Jahre alt und wurden als Simiolus minutus („winziges Äffchen“) einer weiteren Art der Gattung zugeordnet. Auf die Einordnung in eine bestimmte Familie der Primaten wurde in der Erstbeschreibung von Simiolus minutus mit dem Vermerk incertae sedis ausdrücklich verzichtet. Holotypus dieser Art ist ein einzelner, sehr kleiner linker 2. Molar, ergänzt von zwei rechten Backenzähnen. Aus den Merkmalen der Zahnoberflächen wurde abgeleitet, dass die Tiere sich vorwiegend von Laub ernährten und möglicherweise den frühen Menschenaffen nahestanden.
Zuvor war bereits 1989 von Terry Harrison ein rund 16 bis 15 Millionen Jahre altes Unterkiefer-Fragment mit erhaltenem Prämolar P3 und den gleichfalls erhaltenen, benachbarten großen Backenzähnen M1 und M2 der neu eingeführten Art Micropithecus leakeyorum zugeordnet worden, deren Abgrenzung zu Simiolus enjiessi umstritten ist und die deshalb von einigen Autoren als Simiolus leakeyorum bezeichnet wird.
Im Jahr 2005 benannten Martin Pickford und Yutaka Kunimatsu mit Simiolus cheptumoae eine weitere, auf wenigen Zahnfunden basierende Art, deren Epitheton der Entdeckerin des als Typusexemplars benannten Unterkiefers, Stella Cheptumo, gewidmet wurde. Dem teilweise bezahnten, rechten Unterkiefer-Fragment wurden in der Erstbeschreibung der Art mehrere einzelne Zähne beigegeben, die ebenfalls aus der kenianischen Fundstätte Kipsaraman stammten.

## Belege
1. ↑  Richard Leakey und & Meave Leakey: A new Miocene small-bodied ape from Kenia. In: Journal of Human Evolution. Band 16, Nr. 4, 1987, S. 369–387, doi:10.1016/0047-2484(87)90067-4.
2. ↑  James B. Rossie und Andrew Hill: A new species of Simiolus from the middle Miocene of the Tugen Hills, Kenya. In: Journal of Human Evolution. Band 125, 2018, S. 50–58, doi:10.1016/j.jhevol.2018.09.002.
3. ↑   Brenda R. Benefit: The taxonomic status of Maboko small apes. In: American Journal of Physical Anthropology. Band 12 (Suppl.), 1991, S. 50–51, Volltext
4. ↑  Martin Pickford und Yutaka Kunimatsu: Catarrhines from the Middle Miocene (ca. 14.5 Ma) of Kipsaraman, Tugen Hills, Kenya. In: Anthropological Science. Band 113, Nr. 2, 2005, S. 189–224, doi:10.1537/ase.113.189.